# Эпоха дворцовых переворотов

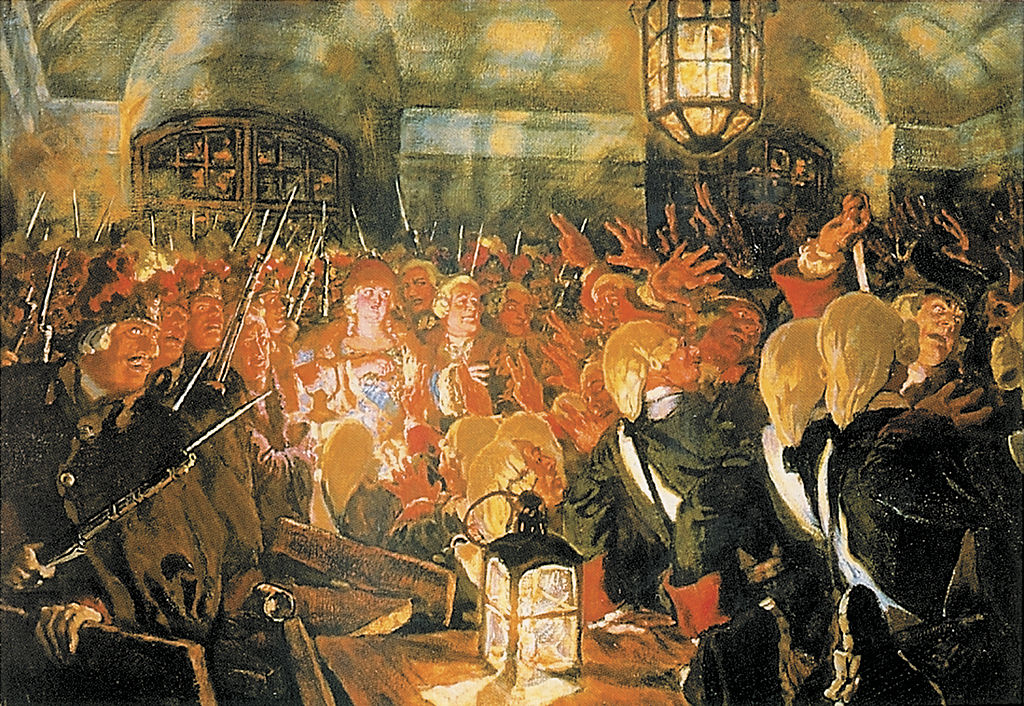
Преображенцы провозглашают императрицей Елизавету Петровну

Эпо́ха дворцо́вых переворо́тов — временной промежуток в политической жизни России XVIII столетия, когда переход высшей государственной власти происходил путём совершения гвардейцами или придворными дворцовых переворотов.

## Термин
Автор термина В. О. Ключевский датирует эпоху дворцовых переворотов периодом от смерти Петра I в 1725 году до вступления на престол Екатерины II в 1762 году. Однако представление о том, что именно гвардия определяет, к кому перейдёт престол, бытовало также в начале XIX века, во время событий междуцарствия 1825 года (Восстание декабристов).

## Причины
Нестабильность верховной власти в XVIII веке в России стала последствием решения Петра I, который в 1722 году издал «Указ о престолонаследии». Своим указом Пётр предельно расширил круг возможных претендентов на престол. Фактически монарх мог назначить своим наследником кого угодно. Если он по каким-то причинам не успевал этого сделать, вопрос о законном наследнике оказывался открытым.
При максимальном огосударствлении общественной жизни, отсутствии даже в зародыше легальной политической деятельности перевороты стали хотя и примитивным, но единственным способом разрешения противоречий между основными составляющими системами абсолютизма — самодержавной властью, правящей верхушкой и господствующим дворянским сословием. В условиях абсолютной монархии дворцовый переворот оказывался единственным действенным способом обратной связи между верховной властью и обществом, точнее, его дворянской верхушкой.

## События
Уже накануне смерти Петра I, 25—26 января 1725 года, среди высших чинов империи возник раскол. Одна группировка (президент Юстиц-коллегии П. М. Апраксин, президент Коммерц-коллегии Д. М. Голицын, президент Военной коллегии А. И. Репнин, сенатор В. Л. Долгоруков, президент Штац-Контор-коллегии И. А. Мусин-Пушкин и канцлер Г. И. Головкин) выступила за возведение на престол внука Петра I — великого князя Петра Алексеевича и установление системы регентства — правления жены Петра I Екатерины Алексеевны вместе с Сенатом.
Другая группировка (светлейший князь А. Д. Меншиков, генерал-прокурор Сената П. И. Ягужинский, генерал И. И. Бутурлин, дипломат и руководитель Тайной канцелярии П. А. Толстой, вице-президент Синода Феофан Прокопович и др.) отстаивала кандидатуру Екатерины как самодержавной государыни. Спор зашёл далеко, однако напористость, умелое лавирование и самое главное — опора в критический момент на гвардейские (Преображенский и Семёновский) полки обеспечили возведение на престол после кончины Петра Великого 28 января 1725 года Екатерины Алексеевны. После неё во главе государства в продолжение XVIII века ещё четырежды оказывались женщины. Женское правление в России подошло к концу только в 1796 году.
За вычетом перехода власти от Анны Иоанновны к Ивану VI (при регентстве сначала Э. Бирона, затем Анны Леопольдовны) в 1740 году, от Елизаветы Петровны к Петру III в 1761 году и от Екатерины II к её сыну Павлу I в 1796 году, во всех прочих случаях в течение первого века существования Российской империи власть передавалась путём применения угрозы или силы, а именно:
- 1725 — возведение партией Меншикова на престол Екатерины I
- Май 1727 — Верховный тайный совет передаёт престол Петру II в обход иных претендентов
- Сентябрь 1727 — свержение Меншикова
- 1730 — престол передан Анне Иоанновне при условии подписания кондиций, ограничивающих её самодержавие
- 1740 — свержение Бирона группировкой Миниха
- 1741 — возведение на престол Елизаветы Петровны, свержение с престола Ивана VI и его регента Анны Леопольдовны
- 1762 — возведение на престол Екатерины II и убийство Петра III

## Завершение
Неопределённость в вопросе о правилах наследования престола была в известной степени устранена принятием в 1797 году так называемого Павловского закона о престолонаследии, который установил чёткие законоположения, только при условии соблюдения которых последующие монархи могли воспринять российский престол. Окончанием же эпохи можно считать переворот 1801 года, в ходе которого император Павел I был убит, и власть перешла к его сыну Александру I.